# Dolichopeza fabella
Dolichopeza fabella är en tvåvingeart som beskrevs av Alexander 1937. Dolichopeza fabella ingår i släktet Dolichopeza och familjen storharkrankar. Inga underarter finns listade i Catalogue of Life.